# بولسته (شهرستان بیلسک)
بولسته (به لهستانی:  Bolesty) یک روستا در لهستان است که در گمینا بیلسک پودلاسکی واقع شده‌است.